# Alexandru Mățan
Alexandru Irinel Mățan (* 29. August 1999 in Galați) ist ein rumänischer Fußballspieler.

## Karriere
Bis Sommer 2016 besuchte er die Academia Hagi, welche an den FC Farul Constanța angegliedert ist. Von dort wechselte er zur Saison 2016/17 in die erste Mannschaft des Klubs. Wirklich viel Spielpraxis bekam er hier jedoch in den nächsten paar Spielzeiten nicht und so wurde er für die Saison 2019/20 zum FC Voluntari verliehen. Hier hatte er dann schon mehr Einsätze und nach seiner Rückkehr, verlief die laufende Saison 2020/21 bei seinem Stammklub auch mit mehr Startelf-Einsätzen.
Zu Anfang März 2021 folgte schlussendlich für 1,5 Mio. € sein Wechsel zum MLS-Franchise Columbus Crew. Sein Debüt in der Saison 2021 hatte er hier am ersten Spieltag bei einem 0:0 gegen Philadelphia Union, wo er in der 88. Minute für Pedro Santos eingewechselt wurde.
Nach einer viermonatigen Leihe zu Rapid Bukarest und einer halbjährigen Zwischenstation bei Dibba al-Hisn wechselte Mățan im August 2025 zum griechischen Erstligisten Panetolikos.